# Pasteur (pièce de théâtre)
Pour les articles homonymes, voir Pasteur.
Pasteur est une pièce de théâtre de Sacha Guitry représentée pour la première fois sur la scène du théâtre du Vaudeville, le 23 janvier 1919.

## Distribution à la création
- Pelletier : Maurice de Féraudy
- Jacques : René Hiéronimus
- Madame Blandin : Berthe Cerny
- Un valet de chambre : Chaize
- Pasteur : Lucien Guitry
- Un élève : Henri Desfontaines
- Un élève : René Hieronimus
- Un élève : Dubreuil
- Un élève : Pierre Maudru
- Un élève : Georges Barral
- Un docteur : Jean Périer
- Le président de l'académie : Joe Saint-Bonnet
- Un médecin : Schutz
- Un médecin : Georges Lemaire
- Joseph Meister : Touze
- Son grand-père : Baron fils
- Un valet de chambre : Charles
- Le président de la République : Lacressonnière

## Au cinéma
- Pasteur